# محمود واعظی
محمود واعظی با نام کامل محمود واعظی جزه‌ای (زادهٔ ۱ خرداد ۱۳۳۱) سیاستمدار اعتدال‌گرای ایرانی است که در دولت دوازدهم به‌عنوان رئیس دفتر رئیس‌جمهور و سرپرست نهاد ریاست‌جمهوری فعّالیت می‌کرد. او در دولت یازدهم سمت وزیر ارتباطات و فناوری اطلاعات را برعهده داشت.
وی دانش‌آموختهٔ کارشناسی مهندسی برق از دانشگاه ایالتی کالیفرنیا، سکرمنتو و کارشناسی ارشد مهندسی برق از دانشگاه ایالتی سن‌خوزه است. او فعالیت کاری خود را از سال ۱۳۵۸ در جایگاه مدیرعامل شرکت مخابرات ایران آغاز کرد.

## آغاز زندگی
محمود واعظی جزئی در ۱ خرداد ۱۳۳۱ در خیابان خراسان در جنوب تهران به دنیا آمد. او دوران ابتدایی خود را در دبستان اسلامی در محله صادقیه سپری کرد و در سال ۱۳۴۹ دوره دبیرستان را با اخذ دیپلم رشته ریاضی، در مدارس میرداماد و مروی، پشت سر گذاشت. به گفته خود او، وی دارای ۶ برادر است که برخی از آنها ساکن ایالات متحده آمریکا بوده‌اند.

## تحصیل در آمریکا
محمود واعظی جزئی در سال ۱۳۵۰ برای ادامه تحصیل به ایالات متحده آمریکا رفت و در سال ۱۳۵۵ مدرک کارشناسی مهندسی برق را از دانشگاه ایالتی کالیفرنیا در ساکرامنتو گرفت و برای ادامه تحصیل در مقطع کارشناسی ارشد مهندسی مخابرات به دانشگاه ایالتی سن‌خوزه رفت.
وی در دوران زندگی در آمریکا، از اعضای انجمن اسلامی دانشجویان آمریکا و کانادا بود و در دوره کوتاهی، دبیری این انجمن را برعهده داشت. واعظی همچنین دوره کوتاهی را نیز با همراهی شماری از دانشجویان، در نوفل لو شاتو در حضور سید روح‌الله خمینی سپری کرد. عضویت او در انجمن اسلامی دانشجویان آمریکا و کانادا با آشنایی با حسین موسویان، مجید تخت‌روانچی، سیروس ناصری، سعید امامی، و محمدجواد ظریف همراه بود.

## انقلاب و بازگشت به ایران
محمود واعظی جزئی در سال ۱۳۵۷ پس از دریافت مدرک کارشناسی ارشد از کالیفرنیا به به ایالت لوئیزیانا کوچ کرد و دوره دکترای مهندسی مخابرات را در دانشگاه ایالتی لوئیزیانا آغاز نمود. اما با پیروزی انقلاب ۱۳۵۷ ایران از به پایان رساندن تحصیل و گرفتن مدرک دکتری، صرف نظر کرد و به ایران بازگشت. او نخست، در وزارت پست و تلگراف و تلفن آغاز به کار کرد و در مدت کوتاهی به مدیریت عاملی شرکت مخابرات ایران رسید.

## وزارت امور خارجه
محمود واعظی جزئی در سال ۱۳۶۵ به وزارت امور خارجه رفت و تا سال ۱۳۶۸ در جایگاه مشاور اقتصاد خارجی وزیر امور خارجه (علی‌اکبر ولایتی) کار کرد. با روی کار آمدن اکبر هاشمی رفسنجانی از ۱۳۶۸ تا ۱۳۷۶ عهده‌دار معاونت سیاسی اروپا و آمریکا وزارت امور خارجه بود. او در این دوران با حسن روحانی آشنا شد.
پس از روی کار آمدن سید محمد خاتمی برای یک دوره ۲ ساله، از ۱۳۷۶ تا ۱۳۷۸ معاونت اقتصادی وزیر امور خارجه را برعهده داشت. واعظی بین سال‌های ۱۳۷۸ تا ۱۳۹۲ در جایگاه معاون پژوهش‌های سیاست خارجی مرکز تحقیقات استراتژیک در مجمع تشخیص مصلحت نظام کار می‌کرد.

## دولت نهم
با آغاز به کار محمود احمدی‌نژاد تیم سیاست خارجی اکبر هاشمی رفسنجانی به مرکز تحقیقات استراتژیک رفتند که در آن هنگام حسن روحانی ریاست آن را بر عهده داشت.

## دولت یازدهم
پس از انتخاب حسن روحانی به عنوان رئیس دولت یازدهم، وی محمود واعظی جزئی را به عنوان وزیر پیشنهادی وزارت ارتباطات و فناوری ارتباطات، به مجلس شورای اسلامی معرفی کرد، که وی در مجموع با ۲۱۸ رای موافق، موفق به گرفتن رأی اعتماد مجلس شد.
از جمله کارهای واعظی جزئی در این دوره، افزایش پهنای باند اینترنت در ایران، بهبود سرویس‌دهی اپراتورهای تلفن همراه و پیوستن دوباره سازمان فضایی ایران به وزارت ارتباطات بود.

## دولت دوازدهم
محمود واعظی جزئی در دولت دوازدهم از ۲۹ مرداد ۱۳۹۶ به‌عنوان رئیس نهاد ریاست‌جمهوری کار کرد. پیش از وی، محمد نهاوندیان این مسئولیت را در دولت یازدهم برعهده داشت.

## حزب اعتدال و توسعه
محمود واعظی یکی از اعضای بنیان‌گذار حزب اعتدال و توسعه است.

## پیشینه کاری
- مدیرعامل شرکت مخابرات ایران از ۱۳۵۸ تا ۱۳۶۵
- مشاور وزیر امور خارجه از ۱۳۶۵ تا ۱۳۶۶
- رئیس ستاد روابط اقتصادی خارجی وزارت امور خارجه از ۱۳۶۶ تا ۱۳۶۸
- معاونت سیاسی اروپا و آمریکا وزارت امور خارجه ایران از ۱۳۶۸ تا ۱۳۷۶
- معاونت اقتصادی وزارت امور خارجه ایران از ۱۳۷۶ تا ۱۳۷۸
- معاون پژوهش‌های سیاست خارجی مرکز تحقیقات استراتژیک از ۱۳۷۸ تا ۱۳۹۲
- استاد مهمان روابط بین‌الملل در دانشگاه علامه طباطبایی[۸]
- وزیر ارتباطات و فناوری اطلاعات از ۱۳۹۲ تا ۱۳۹۶
- رئیس نهاد ریاست‌جمهوری از ۱۳۹۶ تا ۱۴۰۰
- بیش از ۳۸ سال پیشینه خدمت دولتی